# ヤドゥ (詩)
ヤドゥ（ビルマ語:ရတု）は、ビルマ文学の定型詩。

## 概要
ヤドゥはリンガーから派生した詩の一種であり内容に季節感を表現する必要がある。リンガーには章の数に制限はないが、ヤドゥは三節以上の構成はできない。
構成が一節であればエーカパイ（ビルマ語:ဧကပိုဒ်）、二節であればアピエーガン（ビルマ語:အဖြည့်ခံ）、三節であればパイソン（ビルマ語:ပိုဒ်စုံ）と呼ばれる。